# 豊田利晃
豊田 利晃（とよだ としあき、1969年3月10日 - ）は、日本の映画監督、脚本家。

## 人物
『ポルノスター』『青い春』『ナイン・ソウルズ』『空中庭園』などの作品で知られる。監督したほぼ全作品で脚本を書いている。『火花』（2017年公開、監督：板尾創路）では、監督の板尾と共同で脚本を書いた。

## 経歴
大阪府大阪市出身。将棋棋士を目指して9歳で関西奨励会に入会したが、同時期に関西奨励会員であった村山聖（九段）や佐藤康光（九段、永世棋聖資格者、タイトル13期、日本将棋連盟会長）らの才能を見て自らの限界を悟り、17歳の時に自ら退会した。
鉄工所勤務、フリーライターなどの職を経て、21歳の時に助監督として映画界に入り、その3か月後に書いた『王手』（1991年公開、監督：阪本順治）の脚本が一発で採用され、才能を認められた。
30歳時の1998年に渋谷の裏社会で正反対に生きる二人の若者を描いたバイオレンス映画『ポルノスター』を初監督（千原浩史主演）。その年の日本映画監督協会新人賞を受賞。2001年、4人の実在のボクサーを5年間追い続けた映像をまとめた『アンチェイン』を発表。松本大洋の人気コミックを映像化した『青い春』（松田龍平・新井浩文主演）は、ミニシアター系では異例のヒットを飛ばした。2003年には9人の脱獄犯を描いた『ナイン・ソウルズ』を監督。苦闘する男達の痛みを描くことを基調とした作品を立て続けに発表した。
2005年には、直木賞作家角田光代の原作で、主演に小泉今日子を迎えた『空中庭園』を監督した。しかし、同年8月に覚醒剤取締法違反（所持）の疑いで逮捕され、有罪判決（執行猶予）を受けた。豊田の逮捕に伴い『空中庭園』配給元のアスミック・エースは公開の延期か中止かという判断を迫られたものの、最終的に公開が決定。
豊田の才能は映画界から早い段階で高く評価されていたが、覚せい剤取締法違反事件を起こしたことにより、2005年から数年にわたり、新作を制作することができなかった。2009年、監督作品『蘇りの血』が公開され、映画界へ復帰した。
2018年、奨励会を退会してから32年を経て監督した将棋映画『泣き虫しょったんの奇跡』が公開された。豊田は奨励会を辞めた時は将棋を二度と指すまいと考え、映画監督になった後も将棋映画を撮るつもりは一切なかったと言うが、2010年頃に将棋棋士・瀬川晶司の自伝『泣き虫しょったんの奇跡』を読み、自分と同じように棋士になる夢を一度は絶たれた瀬川が、紆余曲折の末に棋士になる夢を実現したことに感銘を受け、直ちに脚本の初稿を書き上げ、映画化の資金調達に奔走したが、手ごたえがないまま歳月が経過した。しかし、2017年に藤井聡太の活躍によって起きた将棋ブームに後押しされ、8年越しで『泣き虫しょったんの奇跡』の映画化が実現した。
2019年4月18日、自宅で拳銃を所持していたとして、銃砲刀剣類所持等取締法違反の現行犯で静岡県警察に逮捕された。監督を務める豊田の逮捕により、『泣き虫しょったんの奇跡』の4月19日以降の上映は中止された。同月26日、静岡地方検察庁沼津支部は、豊田を処分保留で釈放した。捜査は在宅で継続された。静岡地方検察庁沼津支部は、5月23日付で豊田を不起訴処分とした。豊田によると、当該拳銃は豊田の祖父が戦時中に護身用に所持していたもので、祖父の没後は豊田の父から豊田に受け継がれたもの。豊田は、父の思いが詰まっている拳銃は処分できなかった、という旨を語っている。当該拳銃については、「夕刊フジ」が伝える捜査関係者の談話に「古い物でさび付いており、当然使用できるようなものではない」とある。

## 音楽活動
勝井祐二、中村達也、照井利幸とのユニットのTWIN TAILで音楽活動を行っている。

## フィルモグラフィー

### 映画
- 王手（1991年） - 脚本・原作
- ビリケン（1996年） - 脚本
- ポルノスター（1999年） - 監督・脚本
- アンチェイン（2001年） - 監督・撮影[13][14]
- 青い春（2001年） - 監督・脚本
- ナイン・ソウルズ（2003年） - 監督・脚本
- 空中庭園（2005年） - 監督・脚本
- 蘇りの血（2009年） - 監督・脚本
- モンスターズクラブ（2012年） - 監督・脚本
- I'M FLASH!（2012年） - 監督・脚本
- クローズEXPLODE（2014年） - 監督
- 火花（2017年） - 脚本
- 泣き虫しょったんの奇跡（2018年） - 監督・脚本
- PLANETIST（プラネティスト）（2018年制作、2020年公開） - 監督・企画・撮影 ※ドキュメンタリー映画
- 狼煙が呼ぶ（2019年） - 監督・プロデュース・企画・脚本・編集
- 破壊の日（2020年） - 監督・企画・エグゼクティブプロデューサー・脚本
- 全員切腹 (2021年) - 監督・企画・プロデューサー・脚本
- 戦慄せしめよ (2021年)  - 監督・脚本
- 次元を超える RANSCENDING DIMENSIONS（2025年公開予定） - 監督・脚本・プロデューサー

### ミュージック・ビデオ
- ASIAN KUNG-FU GENERATION「君という花」（2003年）
- ASIAN KUNG-FU GENERATION「サイレン」（2004年）
- ART-SCHOOL「あと10秒で」（2005年）
- ART-SCHOOL「LOST IN THE AIR」（2005年）
- ROSSO「発光」（2006年）
- DOES「三月」（2007年）
- きのこ帝国「ユーリカ」（2013年）
- OLEDICKFOGGY「いなくなったのは俺の方だったんだ」（2014年）
- tha BOSS「MATCHSTICK SPIT」（2015年）
- OLEDICKFOGGY「ビューティフルデイズ」（2025年）

### CM
- 鬼武者2（2002年、カプコン）
- アミノサプリ（2002年、キリンビバレッジ）

## 著書
- 『ブラッドブラザー千原兄弟』（1996年、リトルモア）
- 『半分、生きた』（2019年、HeHe）
- 『7.24映画戦争2019-2021』（2021年、講談社）写真・名越啓介